# Kärenjärvi (sjö i Norra Savolax)
Kärenjärvi är en sjö i Finland. Den ligger i kommunen Kaavi i landskapet Norra Savolax, i den centrala delen av landet, 400 km nordost om huvudstaden Helsingfors. Kärenjärvi ligger 103,1 meter över havet. Den är 10,36 meter djup. Arean är 1,49 kvadratkilometer och strandlinjen är 20,13 kilometer lång. Sjön  ingår i Vuoksens huvudavrinningsområde.   Kärenjärvi är vid älven Vaikkojoki.